# Gymnopus

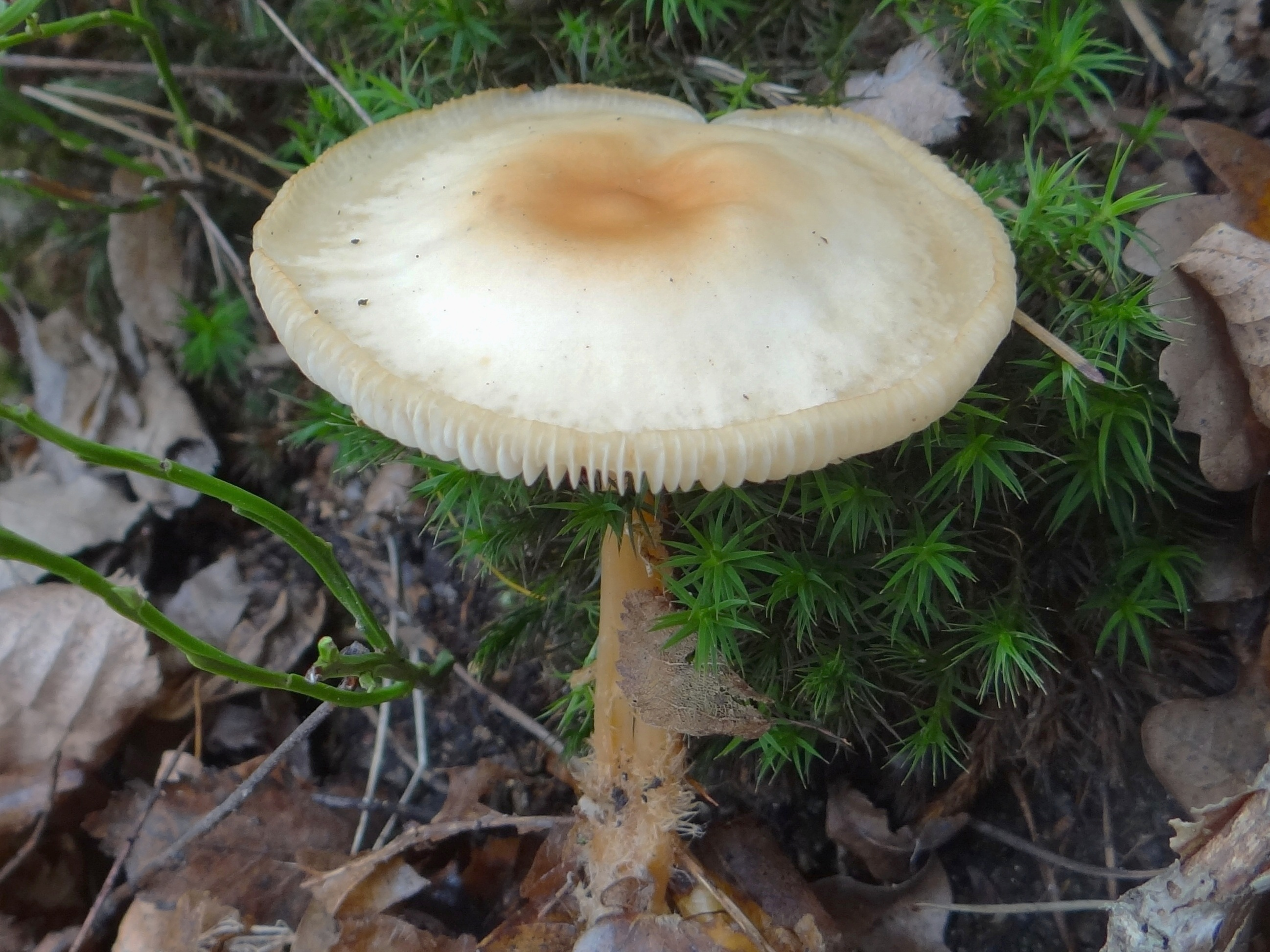
Łysostopek wodnisty

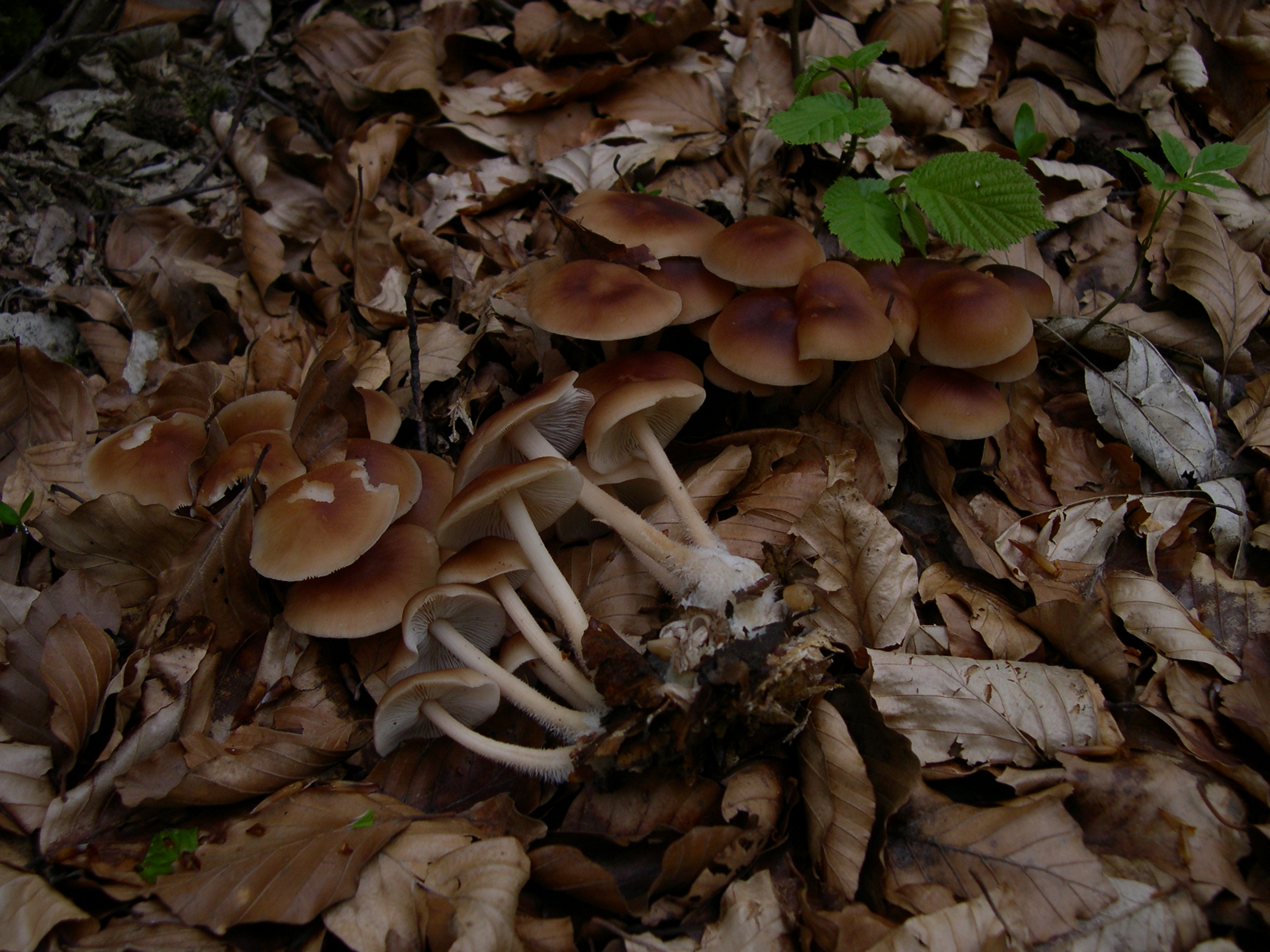
Łysostopek niemiły

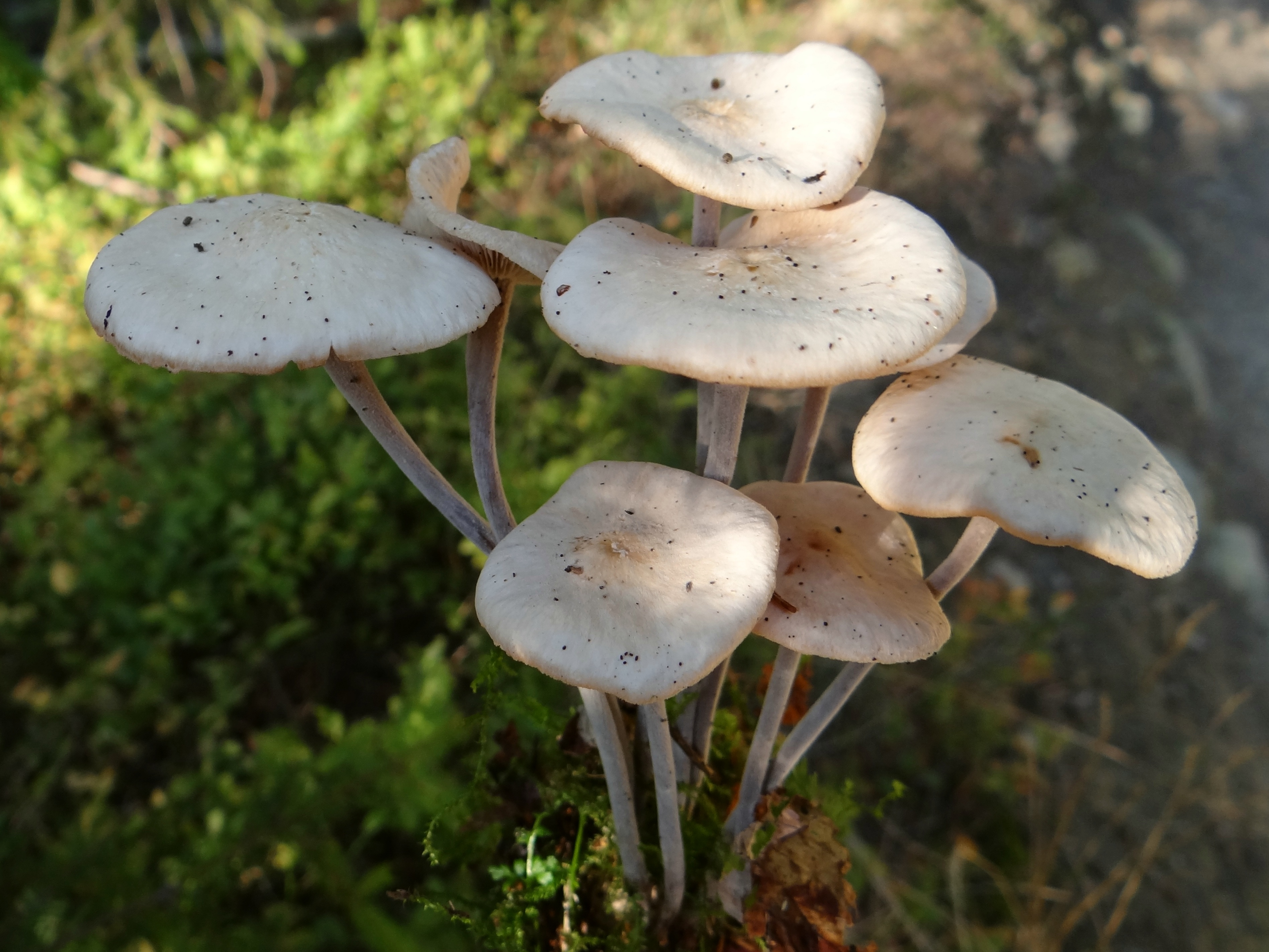
Łysostopek pozrastany

Gymnopus (Pers.) Roussel (łysostopek) – rodzaj grzybów należący do rodziny Omphalotaceae.

## Charakterystyka
Gatunki obecnie zaliczane do tego rodzaju są zasadniczo zdefiniowane genetycznie. Są to drobne grzyby kapeluszowe o białym lub jasnokremowym wysypie zarodników. Owocniki mają centralny trzon, elastyczny trzon i dość mięsisty kapelusz, albo mają bardzo cienki, często ciemny trzon i prawie nie mają miąższu kapelusza. Blaszki są wolne lub przyrośnięte. Zarodniki mają cienkie ściany i w odczynniku Melzera nie są ani amyloidalne, ani dekstrynoidalne Nawet dojrzewające zarodniki nie stają się wtórnie dekstrynoidalne, co może mieć miejsce w blisko spokrewnionym rodzaju grzybów o różowych zarodnikach (Rhodocollybia). Strzępki skórki kapelusza mogą być guzowate lub rozgałęzione.
Większość gatunków to grzyby saprotroficzne żyjące w ściółce liściowej i iglastej. Łysostopek wrzecionowatotrzonowy (Gymnopus fusipes) jest prawdopodobnie pasożytem korzeni różnych drzew liściastych, najczęściej dębów, ale może także rozwijać się jako saprotrof na martwych korzeniach. Grzyby z grupy gatunków skupionych wokół łysostopka pospolitego (Gymnopus dryophilus) są uważane za jadalne.

## Systematyka i nazewnictwo
Pozycja w klasyfikacji według Index Fungorum: Omphalotaceae, Agaricales, Agaricomycetidae, Agaricomycetes, Agaricomycotina, Basidiomycota, Fungi.
Rodzaj ten powstał przez wydzielenie z rodzaju Collybia (pieniążek), stąd też wiele gatunków łysostopków znanych jest pod tą nazwą. Synonimy naukowe: Agaricus familia Gymnopus Pers., Dictyoploca Mont. ex Pat.
Polską nazwę łysostopek podał Władysław Wojewoda w 2003 r. W polskim piśmiennictwie mykologicznym rodzaj ten opisywany był też pod nazwami: bedłka, kółkorodek i pieniążek.

## Gatunki
Występujące w Polsce
- Gymnopus androsaceus (L.) Della Maggiora & Trassinelli – łysostopek szpilkowy[7]
- Gymnopus aquosus (Bull.) Antonín & Noordel. 1997 – łysostopek wodnisty
- Gymnopus brassicolens (Romagn.) Antonín & Noordel. 1997 – łysostopek kapuściany
- Gymnopus dryophilus (Bull.) Murrill 1916 – łysostopek pospolity
- Gymnopus erythropus (Pers.) Antonín, Halling & Noordel. – łysostopek twardzioszkowaty
- Gymnopus foetidus (Sowerby) P.M. Kirk 2014[8] – tzw. twardziaczek cuchnący
- Gymnopus fuscopurpureus (Pers.) Antonín, Halling & Noordel. 1997 – łysostopek czerwonobrązowy
- Gymnopus fusipes (Bull.) Gray 1821 – łysostopek wrzecionowatotrzonowy
- Gymnopus hariolorum (Bull.) Antonín, Halling & Noordel. 1997 – łysostopek niemiły
- Gymnopus hybridus (Kühner & Romagn.) Antonín & Noordel. 1997 – łysostopek brązowoochrowy
- Gymnopus impudicus (Fr.) Antonín, Halling & Noordel. 1997 – łysostopek cuchnący
- Gymnopus inodorus (Pat.) Antonín & Noordel. 1997 – łysostopek bezwonny
- Gymnopus ocior (Pers.) Antonín & Noordel. 1997 – łysostopek bursztynowy
- Gymnopus putillus (Fr.) Antonín, Halling & Noordel. 1997 – łysostopek cynamonowoczerwony

Nazwy naukowe na podstawie Index Fungorum. Nazwy polskie według Władysława Wojewody oraz innych źródeł (oznaczone przypisami).
Niektóre inne gatunki
- Gymnopus alkalivirens (Singer) Halling 1997
- Gymnopus alpinus (Vilgalys & O.K. Mill.) Antonín & Noordel. 1997
- Gymnopus benoistii (Boud.) Antonín & Noordel. 1997
- Gymnopus bisporiger Antonín & Noordel., 2008
- Gymnopus cockaynei (G. Stev.) J.A. Cooper & P. Leonard, 2012
- Gymnopus druceae (G. Stev.) J.A. Cooper & P. Leonard 2012
- Gymnopus exsculptus (Fr.) Murrill 1916
- Gymnopus obscuroides Antonín & Legon 2008
- Gymnopus oreadoides (Pass.) Antonín & Noordel. 1997
- Gymnopus semihirtipes (Peck) Halling 1997
- Gymnopus terginus (Fr.) Antonín & Noordel. 1997
- Gymnopus vinaceus (G. Stev.) J.A. Cooper & P. Leonard 2012